# شهرستان آلبا
شهرستان آلبا (به لاتین: Alba County) یک județ در رومانی است که در رومانی واقع شده‌است.

## خصوصیات
شهرستان آلبا ۶٬۲۴۲ کیلومترمربع مساحت و ۳۲۷٬۲۲۴ نفر جمعیت دارد.